# كيت ديفلن
أديلا كاثرين ديفلن (بالإنجليزية: Kate Devlin)‏، عالمة حواسيب بريطانية متخصصة في مجال الذكاء الاصطناعي والتفاعل بين البشر والحواسيب (HCI). اشتهرت كيت بسبب عملها في مجال التفاعل الجنسي بين البشر والروبوتات، وشاركت في إدارة مؤتمر الحب والجنس مع الروبوتات السنوي لعام 2016 والذي عقد في لندن  وكانت مؤسسة لأول مؤتمر هاكاثون لتكنولوجيا الجنس في المملكة المتحدة في عام 2016 في جولدسميث في جامعة لندن. وهي رئيسة المحاضرين في مجال الذكاء الاصطناعي الاجتماعي والثقافي في قسم العلوم الإنسانية الرقمية في كلية الملك في لندن. ومؤلفة كتاب (بدأ تشغيلها: العلم والجنس والروبوتات) بالإضافة إلى العديد من الأبحاث الأكاديمية.

## الدراسة
بدأت ديفلن مسيرتها الجامعية في العلوم الإنسانية وتخرجت من جامعة كوينز في بلفاست عام 1997 بدرجة البكالوريوس (بمرتبة الشرف) في علم الآثار. وبعد رؤيتها أن علم الآثار لن يقدم لها سوى آفاقًا مستقبلية محدودة، عادت إلى جامعة كوينز لدراسة علوم الكمبيوتر، وحصلت في عام 1999 على درجة الماجستير في هذا المجال. ثم انتقلت إلى جامعة بريستول حيث حصلت على درجة الدكتوراه في علوم الكمبيوتر عام 2004.
أصبحت ديفلن أهم المحاضرين في قسم الحوسبة في كلية جولدسميث في جامعة لندن ومدرسة مهمة في أقسامها. وأصبحت في 1 سبتمبر / أيلول عام 2018 أهم محاضرة في الذكاء الاجتماعي والثقافي في قسم العلوم الإنسانية الرقمية في كلية الملك في لندن.

## السيرة المهنية الأكاديمية
بدأت ديفلن في عام 2003 أبحاثها في مجال الرسومات الحاسوبية المتعلقة بعلم الآثار بجامعة بريستول، حيث قدمت نماذج حاسوب ثلاثية الأبعاد للمواقع الأثرية مثل بومبي مع مراعاة تأثيرات الإضاءة الواقعية الناجمة عن التركيب الطيفي لمصادر الضوء المتوفرة في الفترة الزمنية السابقة. شمل ذلك مجال علم الآثار التجريبي من خلال إعادة إنشاء مصادر الضوء وتحليل نطاق طيف الضوء لكل نوع من الشموع أو مصابيح الوقود.
عملت ديفلن في مجال التفاعل بين الإنسان والذكاء الاصطناعي الحاسوبي منذ عام 2007 في غولدسميث، وقد شملت دراستها البرمجة والرسومات ثلاثية الأبعاد والرسوم المتحركة. أصبحت في عام 2018 أهم محاضِرة في الذكاء الاصطناعي الاجتماعي والثقافي في قسم العلوم الإنسانية الرقمية في كلية الملك في لندن.
تحدثت ديفلن في عام 2015 مع مذيعي الأخبار في المملكة المتحدة عن التمييز الجنسي في المؤسسات بما يخص مجال الأبحاث العلمية والأوساط الأكاديمية بعد التعليقات التي أدلى بها السير تيم هانت بشأن العالمات النساء العاملات في مختبرات مختلطة. وقد صرحت ديفلن مع العديد من المعلقين الآخرين بأن تعليقاتهم «مزاح»، وأعربت عن شعورها بالإحباط كحال العديد من النساء بسبب التمييز الجنسي في مجالات العلوم والتكنولوجيا والهندسة والرياضيات  وكتبت تغريدة على تويتر ممازحةً متابعيها عن عدم قدرتها على ترأس أي اجتماع إداري لأنها كانت «مشغولة جدًا بالبكاء وبحالتها العاطفية». تحدثت ديفلن أيضًا بشكل علني ونشرت كتابات لتشجيع المزيد من النساء على ممارسة مهن التكنولوجيا.
شاركت ديفلن في عام 2016 في رئاسة المؤتمر الدولي الذي دار عن الحب والجنس مع الروبوتات والذي عقد في لندن في المملكة المتحدة، وهو مؤتمر سنوي يعقد منذ عام 2014، وشارك في تأسيسه كل من أدريان ديفيد تشوك وديفيد ليفي مؤلف كتاب حمل نفس اسم المؤتمر (الحب والجنس مع الروبوتات).
أقامت ديفلن في عام 2016 أول مؤتمر هاكاثون لتكنولوجيا الجنس في المملكة المتحدة، وهو مؤتمر يلتقي فيه العلماء والطلاب والأكاديميون وغيرهم من العاملين في صناعة تكنولوجيا الجنس لتبادل الأفكار وبناء مشاريع في مجال ممارسة الجنس والحب مع شركاء من الذكاء الاصطناعي.
ظهرت ديفلن عدة مرات في وسائل الإعلام خلال عام 2016 وناقشت القضايا الأخلاقية المتعلقة بالروبوتات الجنسية مع كاثلين ريتشاردسون الحاصلة على زمالة جامعة دي مونتفورت في مجال أخلاقيات الروبوتات ومؤسسة حملة ضد الروبوتات الجنسية تسعى إلى حظر تلك الروبوتات لأنها تشجع العزلة وتعزز رؤية المرأة كممتلكات وتجردها من الإنسانية. قالت ديفلن إن الحظر لن يكون غير عملي فحسب، بل وسنحتاج مع تطور التكنولوجيا إلى مشاركة المزيد من النساء لإضفاء طابع التنوع على مجال يهيمن عليه الرجال حيث يصنعون منتجات تخصهم فقط. كما أشارت إلى أنه يمكن استخدام التكنولوجيا كعلاج، مشيرة إلى استخدام الذكاء الاصطناعي لعلاج القلق، واحتمال استخدامها من أجل فهم الحالة النفسية لمرتكبي الجرائم الجنسية.
تتطرق خطابات ديفلن في المؤتمرات ومجالات اهتمامها العلمي لما يلي: المشكلات الاجتماعية والأخلاقية المتمثلة في دمج الذكاء الاصطناعي في التجربة الجنسية مع الأنظمة الحاسوبية والروبوتات، والعواقب الإنسانية والاجتماعية المترتبة على الذكاء الاصطناعي عندما يصبح متطورًا جدًا، وتحسين العلاقات الجنسية بين البشر من خلال الابتعاد عن «وجهة نظر الذكور بمعيارية المغايرة» في الجنس والعلاقات الحميمية باستخدام الألعاب الجنسية والروبوتات والبرامج الحاسوبية. وقد طرحت قضايا تعتقد أنها بحاجة إلى معالجة مع تطور هذه التكنولوجيا. تشمل مخاوفها ما يلي: في حال اكتسبت الروبوتات الوعي الذاتي فهل سيكون بمقدورها إعطاء موافقة عاقلة وإدراك حقها باتخاذ خيارات تدور حول رغباتها الخاصة، وهل يفضل تقديمها لكبار السن في مرافق الرعاية من أجل التسلية والجنس.
اختيرت ديفلن كأحد أكثر الأشخاص تأثيرًا في لندن عام 2017 من قبل مجلة إيفنينغ ستاندرد.
أصدرت ديفلن كتابها الذي حمل عنوان (بدأ تشغيلها: العلم والجنس والروبوتات) في عام 2018. بدأ الكتاب كبحث في التطور التكنولوجي للروبوتات الجنسية وشرح العلاقة بين التكنولوجيا والحب. وصفت مجلة الهندسة والتكنولوجيا (E&T) الكتاب بأنه «استكشاف خلاق ومتفائل ومنفتح عن الروبوتات الجنسية»، لا سيما مناقشته حول تكنولوجيا الجنس الحالية. وصفته مجلة التايمز بأنه «يمثل إضاءة ذكية إذ إنه مكتوب بعقل منفتح على مصراعيه».

## منشوراتها
- البيانات الأولية والشفافية في تراث العالم الافتراضي، عام 2012، مساهمة.[30]
- بدأ تشغيلها: العلم والجنس والروبوتات، عام 2018. دار بلومزبري للنشر.
- الحب والجنس مع الروبوتات: المؤتمر الدولي الثاني في لندن، المملكة المتحدة، 19 - 20 ديسمبر / كانون الأول عام 2016.[31]

### بعض أوراقها العلمية
- التصور الواقعي للوحات الجدارية في بومبي (عام 2001) (مع آلان شالمرز) [32]
- تخفيض المدى الديناميكي المستوحى من علم وظائف أعضاء مستقبِلات الضوء (عام 2005) (مع إريك راينهارد) [33][34]
- طرق التصوير الرقمي الحالية لعلم الآثار في المملكة المتحدة (عام 2006) (مع أليس شوتر) [35]
- المعايرة البصرية وتصحيح الإضاءة المحيطة (عام 2006) (مع آلان شالمرز وإريك راينهارد)[36]
- دراسة حالات الحوادث الحسية غير المتوقعة في الواجهة التفاعلية (عام 2014) (مع جانيت جيبس) [37]

### وسائل الإعلام
كتبت ديفلن لمجلة العالِم الجديد، [39] ومجلة المحادثة [20] [14] وقدمت محاضرة تيد إكس بعنوان الروبوتات الجنسية.

## حياتها الشخصية
تحدثت ديفلن علنًا عن التعايش مع الاضطراب ثنائي القطب والصرع وكيف يمكن أن يؤثر الإجهاد على حياتها الأكاديمية والمهنية، وأيضًا عن مدى أهمية طرح قضايا الصحة العقلية في النقاش العام للحد من وصمة العار المرتبطة بتلك الأمراض. and has presented a تيد talk entitled Sex Robots.
ديفلن منفتحة فيما يخص العلاقات غير الأحادية وكتبت عن تجربتها في تعدد الزوجات.
كما أنها مهتمة بقصة حياة أديلا بريتون وقد بحثت حولها، وهي عالمة آثار ومستكشفة مختصة بالعصر الفيكتوري. وساهمت في معرض حمل عنوان (رفع الآفاق) للنساء اللواتي عملن بالحفر عبر تاريخ الآثار والجيولوجيا.
ديفلن مطلقة ولها ابنة.